# Christlich-Demokratische Bewegung Georgiens
Die Christlich-Demokratische Bewegung Georgiens (georgisch ქრისტიანულ-დემოკრატიული მოძრაობა – kristianul-demokratiuli modzraoba) ist eine christlich-konservative Mitte-rechts-Partei Georgiens, welche vom ehemaligen Parlamentsabgeordneten Giorgi Targamadse angeführt wird, der die von staatlicher Seit entzogene Lizenz für seinen damaligen Arbeitgeber Imedi Media Holding zum Anlass nahm, mit weiteren Mitarbeitern die Partei zu gründen.
Ihr Ziel ist es, die Orthodoxe Kirche zur Staatsreligion zu machen. Außerdem setzt sie sich für Gesetze gegen Propagierung von Homosexualität ein. Sie betrachtet sich als konstruktive Oppositionspartei und distanziert sich von der außerparlamentarischen Opposition und Straßendemonstrationen.
Sie ist Mitglied der Internationalen Demokratischen Union und war als Europapartei von 2012 bis 2017 ordentliches Mitglied der Allianz der Europäischen Konservativen und Reformisten bis 2022 war sie zudem Teil der Europäischen Christlichen Politischen Bewegung.

## Wahlergebnisse
Bei der Parlamentswahl im Jahr 2008 gewann sie sechs Sitze und gehörte so zu den größten Oppositionsparteien. Ein Erfolg, der bei den Kommunalwahlen im Jahr 2010 mit 11,94 % verbessert werden konnte, wodurch man zur zweitstärksten Partei hinter der Vereinten Nationalen Bewegung avancierte. Jedoch verlor man bei der Parlamentswahl im Jahr 2012 mehr als 100.000 Stimmen und somit alle Sitze im Parlament.
| Wahl                | Wähler  | %       |
| ------------------- | ------- | ------- |
| Parlamentswahl 2008 | 153.634 | 8,66 %  |
| Kommunalwahlen 2010 | k. A.   | 11,94 % |
| Parlamentswahl 2012 | 43.913  | 2,04 %  |